# رومان فيلو
رومان فيلو (بالفرنسية: Romain Feillu )‏ (و. 1984  م) هو راكب دراجة هوائية فرنسي، شارك في طواف فرنسا، وسباق طواف فرنسا 2014، مركز لعبه هو عداء دراجات ‏.

## سجل الفوز

### سباقات أو مراحل فاز بها
| التاريخ        | السباق                                          | المركز                                          |
| -------------- | ----------------------------------------------- | ----------------------------------------------- |
| 06 أكتوبر 2005 | باريس بورج 2005                                 | الثامن في التصنيف العام                         |
| 01 يناير 2006  | سباق الطريق لأقل من 23 سنة في بطولة العالم 2006 |                                                 |
| 12 أبريل 2006  | Côte picarde 2006                               |                                                 |
| 01 يناير 2007  | كأس فرنسا لركوب الدراجات على الطريق 2007        | الأول في تصنيف أفضل شاب، الثاني في تصنيف النقاط |
| 01 يناير 2007  | طواف بريطانيا 2007                              | الفائز في التصنيف العام                         |
| 25 مارس 2007   | شوليه باي دي لوار 2007                          | الرابع في التصنيف العام                         |
| 03 يونيو 2007  | 2007 Boucles de l'Aulne                         | الفائز في التصنيف العام                         |
| 23 سبتمبر 2007 | جراند بريكس دي إسبيرجوس 2007                    | السابع في التصنيف العام                         |
| 11 أكتوبر 2007 | باريس بورج 2007                                 | الفائز في التصنيف العام                         |
| 01 يناير 2008  | Châteauroux Classic de l'Indre 2008             |                                                 |
| 01 يونيو 2008  | 2008 Boucles de l'Aulne                         | الفائز في التصنيف العام                         |
| 01 يناير 2009  | Châteauroux Classic de l'Indre 2009             |                                                 |
| 01 يناير 2009  | كأس فرنسا لركوب الدراجات على الطريق 2009        | الأول في تصنيف أفضل شاب، الثاني في تصنيف النقاط |
| 17 مايو 2009   | Tour de Picardie 2009                           |                                                 |
| 13 سبتمبر 2009 | جي بي دي فورميس 2009                            | الفائز في التصنيف العام                         |
| 01 يناير 2010  | Châteauroux Classic de l'Indre 2010             |                                                 |
| 14 أغسطس 2010  | طواف أين 2010                                   | الأول في تصنيف النقاط                           |
| 11 سبتمبر 2010 | باريس-بروكسل 2010                               |                                                 |
| 12 سبتمبر 2010 | جي بي دي فورميس 2010                            | الفائز في التصنيف العام                         |
| 16 أبريل 2011  | طواف فينيستير 2011                              | الفائز في التصنيف العام                         |
| 15 مايو 2011   | تور دي بيكاردي 2011                             | الفائز في التصنيف العام                         |
| 05 أبريل 2012  | 2012 Grand Prix Pino Cerami                     |                                                 |
| 04 أبريل 2013  | 2013 Grand Prix Pino Cerami                     |                                                 |
| 01 يناير 2014  | Châteauroux Classic de l'Indre 2014             |                                                 |
| 01 يناير 2014  | 2014 Ronde de l'Oise                            |                                                 |
| 03 أبريل 2015  | روت أديلي 2015                                  | الفائز في التصنيف العام                         |
| 22 يوليو 2018  | 2018 Grand Prix de la ville de Pérenchies       |                                                 |
| 12 مايو 2019   | 2019 Grand Prix de la Somme                     |                                                 |

## روابط خارجية
- رومان فيلو على موقع الاتحاد الدولي للدراجات (الإنجليزية)
- رومان فيلو على موقع أرشيف الدراجات (الإنجليزية)
- رومان فيلو على موقع إحصائيات الدراجات الإحترافية (الإنجليزية)
- رومان فيلو على موقع نسبة الدراجات (الإنجليزية)
- رومان فيلو على موقع CycleBase (الإنجليزية)